# Système unit
Le Système unit est un système appliqué aux orgues à tuyaux, qui consiste à utiliser non pas strictement 61 tuyaux pour un jeu (c’est-à-dire un tuyau par note), mais à multiplier les jeux à partir d'une même série de tuyaux. C'est le cas des Baby Gonzalez, sur 2 claviers et pédalier. Le system Unit-organ est dû à Robert Hope-Jones.

## Les extensions possibles
- Exemple pour des claviers de 61 notes (5 octaves) :
  - 73 tuyaux donneront un jeu de 8' (tuyaux 1 à 61) et un de 4' (tuyaux 13 à 73) ; ou encore 16' et 8'
  - 85 tuyaux donneront 8', 4' et 2' ; ou 16', 8' et 4' ; ou encore 16'TC, 8', 4' et 2'
  - 97 tuyaux donneront 8', 4', 2' et 1' ; ou encore 16', 8', 4' et 2'

Il est aussi possible de prendre en compte les jeux de mutation :
- Pour un 16' :
  - 97 tuyaux = 16', 10' 2/3, 8', 6' 2/5, 5' 1/3, 4' 4/7, 4', 3' 1/5, 2' 2/3, 2' 2/7, 2'
- Pour un 8'
  - 97 = 16'TC, 8', 6' 2/5, 5' 1/3, 4' 4/7, 4', 3' 1/5, 2' 2/3, 2' 2/7, 2', 1' 7/9, 1' 3/5, 1' 1/3, 1' 1/7, 1'
    - Il n'est cependant pas conseillé d'en user pour les mutations aiguës qui doivent, dans l'orgue classique, être justes et non tempérées. En revanche, elles peuvent très bien être utilisées au pédalier, pour renforcer les harmoniques des jeux de 16' (16' + 10' 2/3 donne un 32' acoustique).

## L'orgue de cinéma
L'orgue de cinéma est l'instrument par excellence qui utilise ce système. Sa fonction et ses modes de jeux sont très différents de l'orgue classique, il supporte ainsi beaucoup mieux les extensions.
- Exemple avec 13 rangs (+ 2 électroniques) sur III/P :

1. Tibia Clausa, 97 tuyaux
2. Viole d'Orchestre, 97 tuyaux
3. Viole Celeste, 85 tuyaux
4. Diapason Phonon, 73 tuyaux
5. Tuba Harmonic, 85 tuyaux
6. Vox Humana, 73 tuyaux
7. Kinura, 73 tuyaux
8. Orchestra Flute, 85 tuyaux*
9. French Trumpet, 61 tuyaux*
10. Clarinet, 61 tuyaux*
11. Orchestral Bells, 37 notes
12. Xylophone, 49 notes
13. Chimes, 20 notes

| Solo | Great |
| --- | --- |
| 16' Tuba Profunda (TC) - 8' Diapason Phonon - 8' Tibia Clausa - 8' Orchestral Flute - 8' Viole D'Amour - 8' Violas II Ranks - 8' Tuba Harmonic - 8' Kinura - 8' French Trumpet - 8' Clarinet - 8' Vox Humana - 4' Solo Piccolo - 4' Flute - 4' Violins II Ranks - 4' Kinura - 3' Tibia Twelfth - 2' Whistle - Chimes - Xylophone - Octave Xylophone - Glockenspiel (Single Stroke) - Orchestral Bells (Repeat Stroke) - Harp Celeste | 16' Contra Tibia (TC) - 16' Bourdon - 16' Bass Viole (TC) - 16' Tuba Profunda (TC) - 8' Diapason Phonon - 8' Tibia Clausa - 8' Orchestral Flute - 8' Viole d'Orchestra - 8' Viole Celeste - 8' Viole d'Amour - 8' Tuba Harmonic - 8' Kinura - 8' French Trumpet - 8' Orchestra Oboe (Syn) - 8' Saxaphone (Syn) - 8' Vox Humana - 4' Solo Piccolo - 4' Flute - 4' Violin II - 4' Kinura - 4' Vox Humana - 2 2/3' Nazard Viole - 2 2/3' Tibia Twelfth - 2' Viole fifteenth - 2' Whistle - 1 3/5' Tierce - 1' Fife - Chimes - Xylophone - Orch. Bells (Repeat Stroke) - Glockenspiel (Single Stroke) |
| Accompaniment | Pedal |
| 16' Bourdon - 16' Bass Voice (TC) - 16' Vox Humana (TC) - 8' Diapason Phonon - 8' Tibia Clausa - 8' Viole d'Orchestre - 8' Viole Celeste - 8' Orchestra Flute - 8' Viole d'Amour - 8' Tuba Harmonic - 8' French Trumpet - 8' Clarinet - 8' Orch. Oboe (Syn) - 8' Saxophone (Syn) - 8' Vox Humana - 4' Solo Piccolo - 4' Flute - 4' Violin - 4' Violin II - 2 2/3' twelfth - 2 2/3' Nazard Viole - 2' Whistle - 2' Viole Fifteenth - 1 3/5' Viole Tierce - 1' Violette - Chimes - Orch. Bells - Glockenspiel - 8' Harp Celeste - 4' Harp Celeste - Snare Drum Roll - Snare Drum Tap - Muffled Drum Roll - Chinese Block Roll - Chimes Block Tap - Slapsticks - Tom Tom - Castanets - Tambourine | 32' Acoustic Bass - 16' Bass - 16' Bourdon* - 16' Viole - 16' Tuba* - 8' Diaphonic Diapason - 8' Tibia Clausa - 8' Cello II Ranks - 8' Viola* - 8' Tuba Harmonic - 4' Violin II Rank - 4' Flute |
| Accompaniment Second Touch | Pedal Second Touch |
| 16' Tuba Profunda - 8' Tibia - 8' Diapason Phonon - 8' Tuba Harmonic - 8' French Trumpet - 8' Kinura - 8' Cello II Ranks - Glockenspiel - Xylophone (single stroke) | 32' Acoustic Bass - 16' Tuba - 8' diapason - Bass Drum - Cymbal - Slapsticks - Kettle Drum (Roll or Bass Drum) |

(TC) = Tenor C = jeu commençant au Do 2